# Acton (Suffolk)
Acton – wieś w Anglii, w hrabstwie Suffolk, w dystrykcie Babergh. Leży 27 km na zachód od miasta Ipswich i 88 km na północny wschód od Londynu. Miejscowość liczy 1780 mieszkańców.